# La taula de Flandes (pel·lícula)
La taula de Flandes (títol original: Uncovered) és una pel·lícula anglo-hispano-francesa dirigida  per Jim McBride el 1994. S'inspira en la novel·la d'Arturo Pérez-Reverte El Quadre del mestre flamenc (1990). Ha estat doblada al català.

## Argument
Julia, restauradora d'obres d'art a Barcelona, treballa sobre un quadre del segle xv que representa dos cavallers jugant a escacs. Un estudi revela, sota la pintura, una frase en llatí que es pot traduir-se per « Qui ha detingut el cavaller » o  « Qui ha matat el cavaller ». Amb l'ajuda d'un antiquari, d'un jugador d'escacs i d'un historiador, el seu vell amic, Julia intenta desxifrar l'enigma del quadre. Pura endevinalla d'especialistes? No, perquè un misteriós desconegut reprèn la partida d'escacs del quadre de manera ben macabra: els pròpers a Julia, transformats en peces del joc, són assassinats uns darrere dels altres…

## Repartiment
- Kate Beckinsale: Julia
- John Wood: Cesar
- Sinead Cusack: Menchu
- Paudge Behan: Domenec
- Peter Wingfield: Max
- Michael Gough: Don Manuel
- Art Malik: Alvaro
- Helen McCrory: Lola

## Al voltant del film
- La taula de Flandes va ser rodada del 2 d'agost al 27 de setembre de 1993 a Barcelona
- Crítica: "Convencional trama a partir de la novel·la d'Arturo Pérez *Reverte, en la qual alguns fites fan que sigui digna de veure's"[3]